# Profronde van Drenthe 2016
La Profronde van Drenthe 2016 (ufficialmente Energiewacht Ronde van Drenthe per motivi promozionali), cinquantaquattresima edizione della corsa, valida come evento di classe 1.1 dell'UCI Europe Tour 2016, si disputò il 12 marzo 2016 su un percorso di 197,1 km. Fu vinta dall'olandese Jesper Asselman in 4h 43' 27" alla velocità media di 41,72 km/h, davanti al britannico Mark McNally, arrivato secondo, e all'olandese Dylan Groenewegen, piazzatosi terzo, entrambi a 1" dal primo.
Dei 186 ciclisti alla partenza 130 portarono a termine la competizione.

## Squadre partecipanti
| N.      | Cod. | Squadra                     |
| ------- | ---- | --------------------------- |
| 1-8     | TSV  | Topsport Vlaanderen-Baloise |
| 11-18   | TLJ  | Team Lotto NL-Jumbo         |
| 21-28   | CCC  | CCC Sprandi Polkowice       |
| 31-38   | GAZ  | Gazprom-RusVelo             |
| 41-48   | ONE  | ONE Pro Cycling             |
| 51-58   | ROP  | Roompot Oranje Peloton      |
| 61-68   | TNN  | Team Novo Nordisk           |
| 71-78   | ROT  | Team Roth                   |
| 81-88   | WGG  | Wanty-Groupe Gobert         |
| 91-98   | SKT  | An Post-ChainReaction       |
| 101-108 | BBD  | Baby-Dump Cycling Team      |
| 111-118 | CRV  | Crelan-Vastgoedservice      |

| N.      | Cod. | Squadra                           |
| ------- | ---- | --------------------------------- |
| 121-128 | CJP  | Cyclingteam Jo Piels              |
| 131-138 | RIJ  | Cyclingteam Join's-De Rijke       |
| 141-148 | LPC  | Leopard Pro Cycling               |
| 151-158 | MET  | Metec-TKH                         |
| 161-168 | NPC  | NFTO                              |
| 171-178 | PVC  | Parkhotel Valkenburg Cycling Team |
| 181-188 | RIW  | Riwal Platform Cycling Team       |
| 191-198 | SEG  | SEG Racing Academy                |
| 201-208 | TKG  | Team Kuota-Lotto                  |
| 211-218 | MMM  | Team 3M                           |
| 221-228 | WIL  | Veranda's Willems Cycling Team    |
| 231-238 | WGN  | Team Wiggins                      |

## Ordine d'arrivo (Top 10)
| Pos. | Corridore         | Squadra   | Tempo    |
| ---- | ----------------- | --------- | -------- |
| 1    | Jesper Asselman   | Roompot   | 4h43'27" |
| 2    | Mark McNally      | Wanty     | a 1"     |
| 3    | Dylan Groenewegen | Lotto NL  | s.t.     |
| 4    | Raymond Kreder    | Roompot   | s.t.     |
| 5    | Gerry Druyts      | Crelan    | s.t.     |
| 6    | Amaury Capiot     | Topsport  | s.t.     |
| 7    | Kenny Dehaes      | Wanty     | s.t.     |
| 8    | Elmar Reinders    | Jo Piels  | s.t.     |
| 9    | Aksel Nömmela     | Leopard   | s.t.     |
| 10   | Dries De Bondt    | Veranda's | s.t.     |